# Domowina
Die Domowina – amtlich Zwězk Łužyskich Serbow z. t. (niedersorbisch), Zwjazk Łužiskich Serbow z. t.ⓘ (obersorbisch), Bund Lausitzer Sorben e. V. – ist der Dachverband sorbischer Vereine und Vereinigungen mit Sitz im Haus der Sorben in Bautzen. Bis zu ihrem Verbot 1937 nannte sie sich auf Deutsch Bund Lausitzer Wenden.
Ziel der Domowina ist es, die politischen und kulturellen Interessen der etwa 60.000 Sorben bzw. Wenden, die meist in den Bundesländern Sachsen und Brandenburg leben, auf regionaler, Landes- und Bundesebene zu vertreten und die sorbisch/wendische Sprache und Kultur zu erhalten und zu fördern.

## Name
Das sorbische Wort Domowina ist ein poetischer Ausdruck für Heimat. Der Name wurde von einem der Hauptinitiatoren der Gründung, dem damaligen Nochtener Pfarrer und langjährigen stellvertretenden Vorsitzenden Bogumił Šwjela, vorgeschlagen.

## Geschichte

### Deutsches Kaiserreich

#### Vorgeschichte
Im Jahr 1848 wurde in Bautzen der Bund wendischer Vereine gegründet. Er wurde aber nach einem Jahr wie alle Vaterlandsvereine verboten. Erneute Versuche 1898 schlugen ebenfalls fehl.

#### Gründung
Erst der Ländliche Wahlverein wagte im April 1912 den entscheidenden Vorstoß, in dessen Folge der Bund am 13. Oktober 1912 von 60 Vertretern aus 31 sorbischen Vereinen im Ball- und Gesellschaftshaus in der Braugasse 1 am Markt in Hoyerswerda gegründet wurde. Beitreten konnte jeder Verein, der auf christlicher königs- und vaterlandstreuer Grundlage stand. Sein erster Vorsitzender wurde zunächst kommissarisch Arnošt Bart-Brězynčanski.

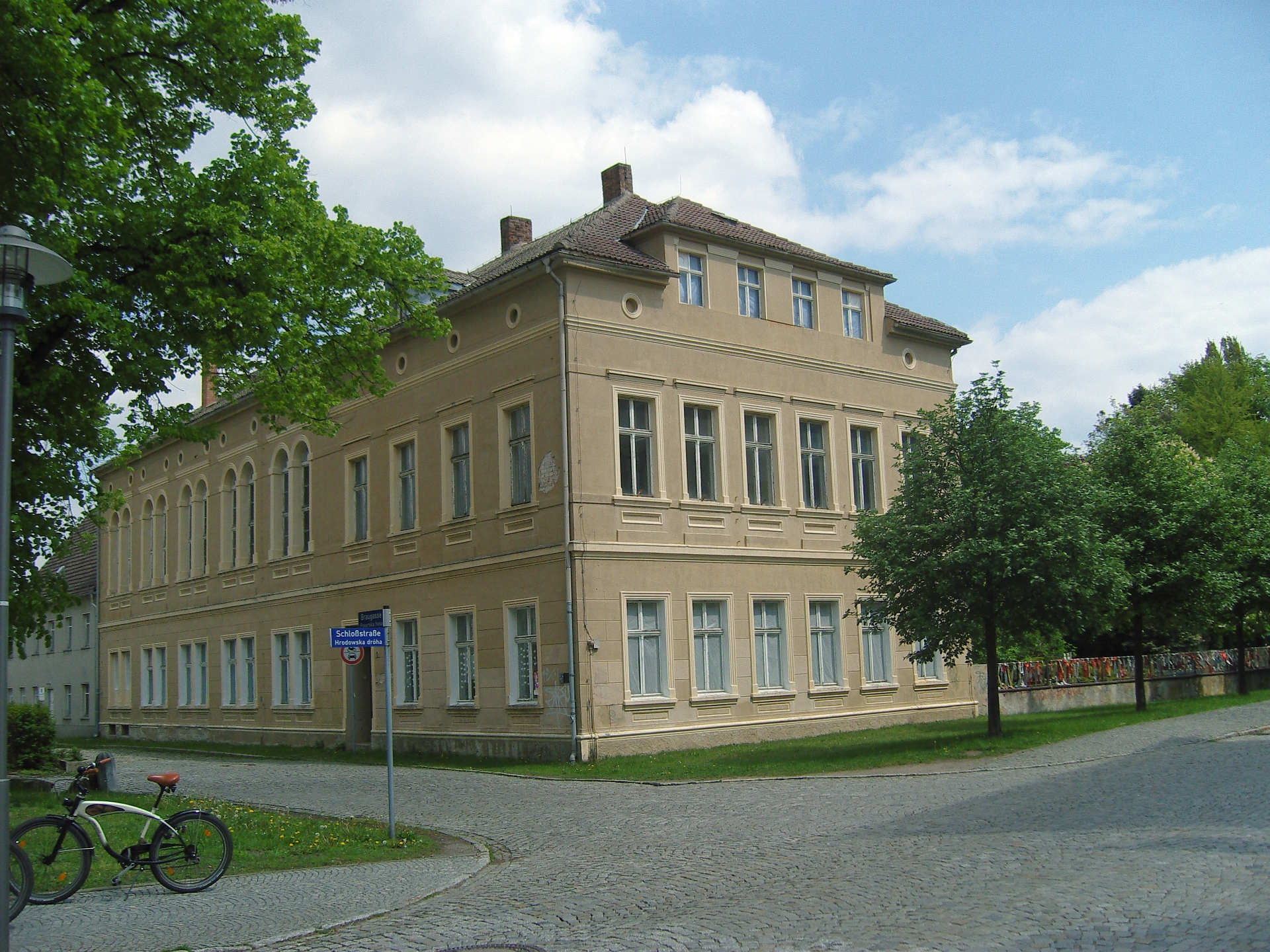
Ehemaliges Ball- und Gesellschaftshaus in Hoyerswerda – Gründungsort der Domowina
Gründungsstele von Jěwa Wórša Lanzyna am ehemaligen Ball- und Gesellschaftshaus in Hoyerswerda
Gedenktafel am ehemaligen Ball- und Gesellschaftshaus in Hoyerswerda
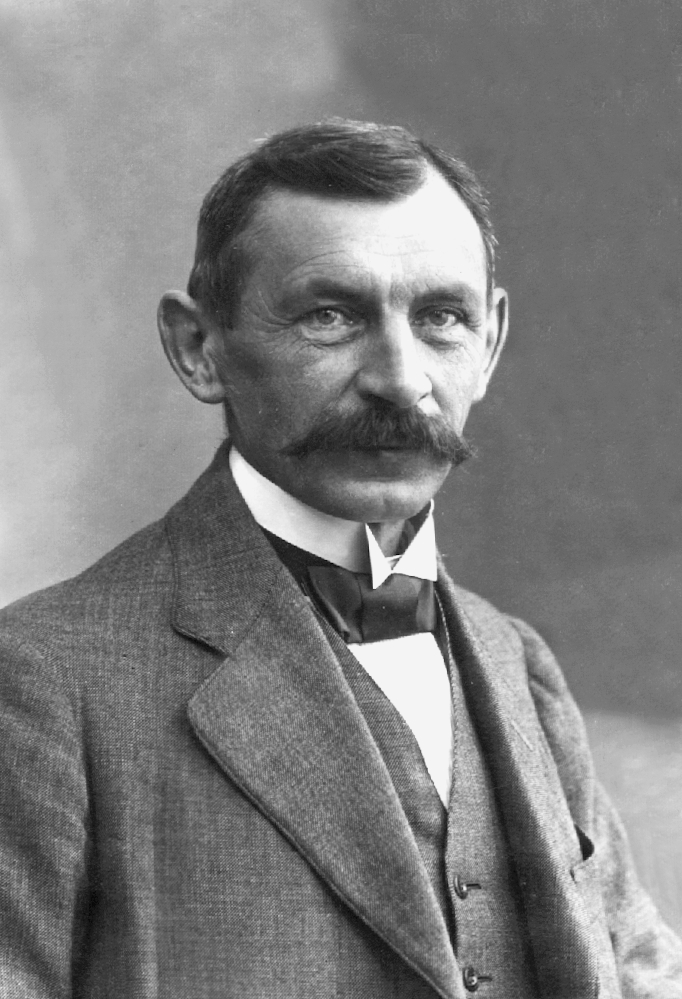
Arnošt Bart, erster Vorsitzender

### Weimarer Republik
Durch den Ersten Weltkrieg zur Untätigkeit gezwungen, nahm sie 1920 die Arbeit wieder auf. Am 21. Juli 1921 wurden die ersten drei Kreisverbände Bautzen, Kamenz und Hoyerswerda gegründet, welchen später noch zwei weitere folgten. Zwischen 1925 und 1935 veranstaltete sie zahlreiche zentrale Verbandstreffen.

### Nationalsozialistische Diktatur

#### Gleichschaltungsversuch
Während der Herrschaft des Nationalsozialismus wurde zunächst versucht, die Domowina für machtpolitische Zwecke zu instrumentalisieren. Die Nationalsozialisten gestatteten es anfänglich, dass die Sorben ihre
Sprach- und Volkstumspflege reduziert fortsetzten. Doch der Druck wuchs, die Sorben als deutschen Stamm anzusehen. Federführend bei den Gleichschaltungsversuchen und dem schließlichen Verbot war der Bund Deutscher Osten unter seinem damaligen Leiter Theodor Oberländer.

#### Verbot und Enteignung
Nachdem die Forderungen des Bundes Deutscher Osten an die Domowina, sich im Statut als Verband wendisch-sprechender Deutscher zu bezeichnen, an der entschiedenen Politik des Vorsitzenden Pawoł Nedo wiederholt gescheitert waren, wurde ihr, nachdem sie sich 1934 auf Basis der Einzelmitgliedschaft reorganisierte, am 18. März 1937 jedwede Tätigkeit verboten. 1941 wurde die Organisation enteignet.

„E r ö f f n u n g.
 Der Herr Amtshauptmann zu Bautzen eröffnete mir heute, den 18. März 1937 mündlich nachfolgendes:
 ‚Da sich die Domowina innerhalb der gestellten Frist nicht bereit erklärt hat, den ihn bereits im November 1936 vorgelegten Satzungsentwurf der Behörden anzunehmen, müssen in Zukunft alle öffentlichen und geschlossenen Veranstaltungen und Versammlungen der Domowina und aller ihr angeschlossenen Organisationen als gegen die Erhaltung der öffentlichen Ruhe, Sicherheit und Ordnung angesehen und deshalb auf Grund allgemeiner Polizeibefugnis verboten und notfalls aufgelöst werden. Eine Bekanntmachung dieser Eröffnung in der wendischen Presse darf nicht erfolgen.‘
 Meine Anfrage, ob dieser Bescheid der Domowina noch schriftlich zugestellt würde, wurde verneint.
 B a u t z e n, am 18. März 1937
 gez. P. N e d o“

### Sowjetische Besatzungszone

#### Erneuerung
Bereits zwei Tage nach Kriegsende und nur fünf Tage nach Ende der letzten Kampfhandlungen in Crostwitz, am 10. Mai 1945, wurde die Domowina durch die Initiatoren Jan Cyž, Michał Čunka, Franc Natuš, Jurij Ješki und Mikławš Brězan im Hause Natusch in Crostwitz erneuert. Nedo wurde erneut ihr Vorsitzender bis zu seinem Rücktritt im Jahr 1950. Zur Wiedergründung der Domowina für die Niederlausitz kam es erst 1946 in Werben (Spreewald). Erster Gebietsvorsitzender wurde dort Měto Lažki (1889–1972). Zunächst war sie nur in der Oberlausitz tätig, weil die Wiederaufnahme der Arbeit in der Niederlausitz auf Betreiben der Brandenburger SED-Leitung unter Friedrich Ebert sowie des Cottbuser Landrats Franz Saisowa (SED) bis 1949 im Hinblick auf ihre angeblich separatistischen Bestrebungen nicht zugelassen wurde. Sorbische Aktivitäten wurden dort zunächst systematisch unterdrückt.

#### Linientreue
Die Domowina setzte allerdings recht bald auf Zusammenarbeit mit den Behörden und ordnete sich ab März 1946 der politischen Linie der KPD unter. Im Herbst 1946 stimmte sie der Vereinigung von SPD und KPD zur SED und der Aufstellung einheitlicher Wahllisten zu.

### DDR

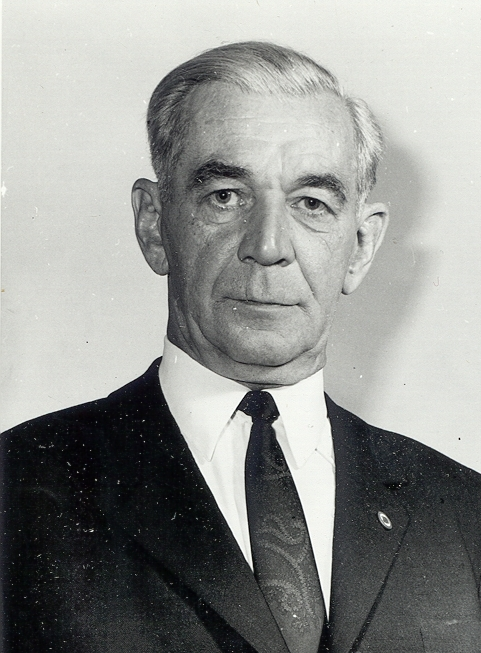
Kurt Krjeńc, Vorsitzender von 1951 bis 1973

Während der DDR wurde auch die Domowina, wie alle Parteien und Massenorganisationen, von der SED vereinnahmt. Seit dem VII. Bundeskongress 1969 bezeichnete sich die Domowina offiziell als sozialistische nationale Organisation der Sorben, was die Akzeptanz bei Teilen der sorbischen Bevölkerung weiter schwinden ließ.
Im Minderheitenschutzartikel der DDR-Verfassung von 1949 wurden die Sorben als fremdsprachiger Volksteil anerkannt, aber nicht als nationale Minderheit, wie von der Domowina gefordert. Die Bildung eigenständig sorbischer Positionen in Opposition zur Regierung war im Rahmen der Organisation im Wesentlichen nicht möglich. Die Domowina war Mitglied der Nationalen Front. Nedos Nachfolger wurde 1951 der Altkommunist und Stalinist Kurt Krjeńc.

### Wiedervereintes Deutschland

#### Erneuerungsprozess
Am 11. November 1989 rief die in Opposition zur linientreuen Domowina stehende „Sorbische Volksversammlung“ zum nationalen Dialog auf und forderte von der Domowina eine grundsätzliche Wende. Ein sorbischer Runder Tisch erarbeitete Positionen der Interessenvertreter der Sorben und bereitete den Erneuerungsprozess der Domowina vor. Auf einem außerordentlichen Bundeskongress am 17. März 1990 wurde ein neues Statut angenommen, in dem sich die Domowina zur politisch unabhängigen und selbstständigen nationalen Organisation des sorbischen Volkes erklärte. Delegierte wählten eine neue Führung und bekannten sich in einer Resolution zur Herstellung der deutschen Einheit. Ein Jahr später ermöglichte sie als eingetragener Verein neben der Einzelmitgliedschaft auch wieder den Beitritt sorbischer Vereine und Verbände. Damit knüpfte sie als juristische Nachfolgerin der alten Domowina an den Gründungskonsens des Jahres 1912 an. Auf der II. Hauptversammlung am 15. Juni 1991 fand der Erneuerungsprozess mit der Annahme eines neuen Programms, dem Beitritt sechs spezifischer sorbischer Vereine und der Wahl eines neuen ehrenamtlichen Vorsitzenden einen vorläufigen Abschluss.

#### Gegenwart
Die Domowina gehört der Gesellschaft für bedrohte Völker, dem Europäischen Büro für Sprachminderheiten (EBLUL) sowie der Föderalistischen Union Europäischer Nationalitäten (FUEN) an. Gegenwärtig hat die Domowina – Bund Lausitzer Sorben e. V. unter Einbeziehung aller in ihr organisierten Teilvereine rund 7.300 Mitglieder.

## Vorsitzende

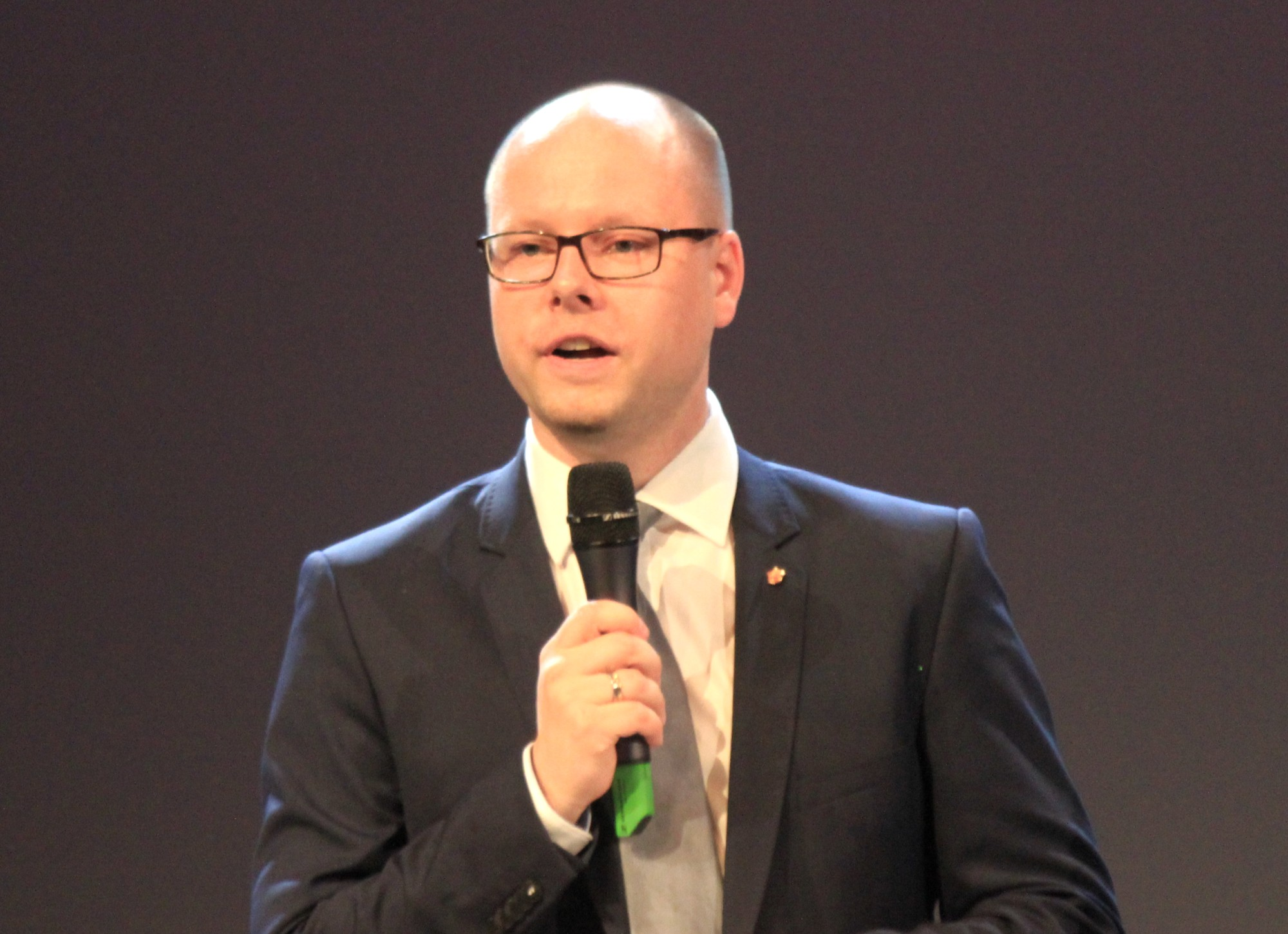
Dawid Statnik, seit 2011 Vorsitzender der Domowina

Den Vorsitz hatte von 1951 bis 1990 der Bundeskongress. An dessen Spitze stand ab 1973 der 1. Sekretär des Bundesvorstandes.
| Amtszeit            | Name                             | Lebensdaten    | Beruf                                                        | Bemerkung                                              |
| ------------------- | -------------------------------- | -------------- | ------------------------------------------------------------ | ------------------------------------------------------ |
| 1912–1927           | Arnošt Bart Ernst August Barth   | * 1870; † 1956 | Kaufmann, Landwirt, Ortsvorsteher, Landtagsabgeordneter      | Mitbegründer und zunächst kommissarischer Vorsitzender |
| 1927–1930           | Jakub Šewčik Jacob Schewtschik   | * 1867; † 1935 | Pfarrer, Kulturhistoriker, Dichter                           |                                                        |
| 1930–1933           | Jan Křižan Johannes Zieschang    | * 1880; † 1959 | Pfarrer, Kulturschaffender                                   |                                                        |
| 1933–1937 1945–1951 | Pawoł Nedo Paul Nedo             | * 1908; † 1984 | Lehrer, Wissenschaftler, Publizist                           |                                                        |
| 1951–1973           | Kurt Krjeńc Kurt Krenz           | * 1907; † 1978 | Porzellandreher, Steinbrucharbeiter, Volkskammerabgeordneter |                                                        |
| 1964–1990           | Jurij Grós Jurij Groß            | * 1931; † 2019 | Tischler, Lehrer, Volkskammerabgeordneter, Kreisrat          | 1. Sekretär des Bundesvorstandes der Domowina          |
| 1990–1991           | Bjarnat Cyž Bernhard Ziesch      | * 1951         | Elektroingenieur                                             |                                                        |
| 1991–1992           | Jan Pawoł Nagel Jan Paul Nagel   | * 1934; † 1997 | Komponist                                                    |                                                        |
| 1993–2000           | Jakub Brankačk Jakob Brankatschk | * 1928         | Lehrer                                                       |                                                        |
| 2000–2011           | Jan Nuk Jan Nuck                 | * 1947         | Elektroingenieur, Unternehmer                                |                                                        |
| seit 2011           | Dawid Statnik Dawid Statnik      | * 1983         | Bühnenmeister                                                | seit 2013 als Hauptamt                                 |

## Vereinssitz

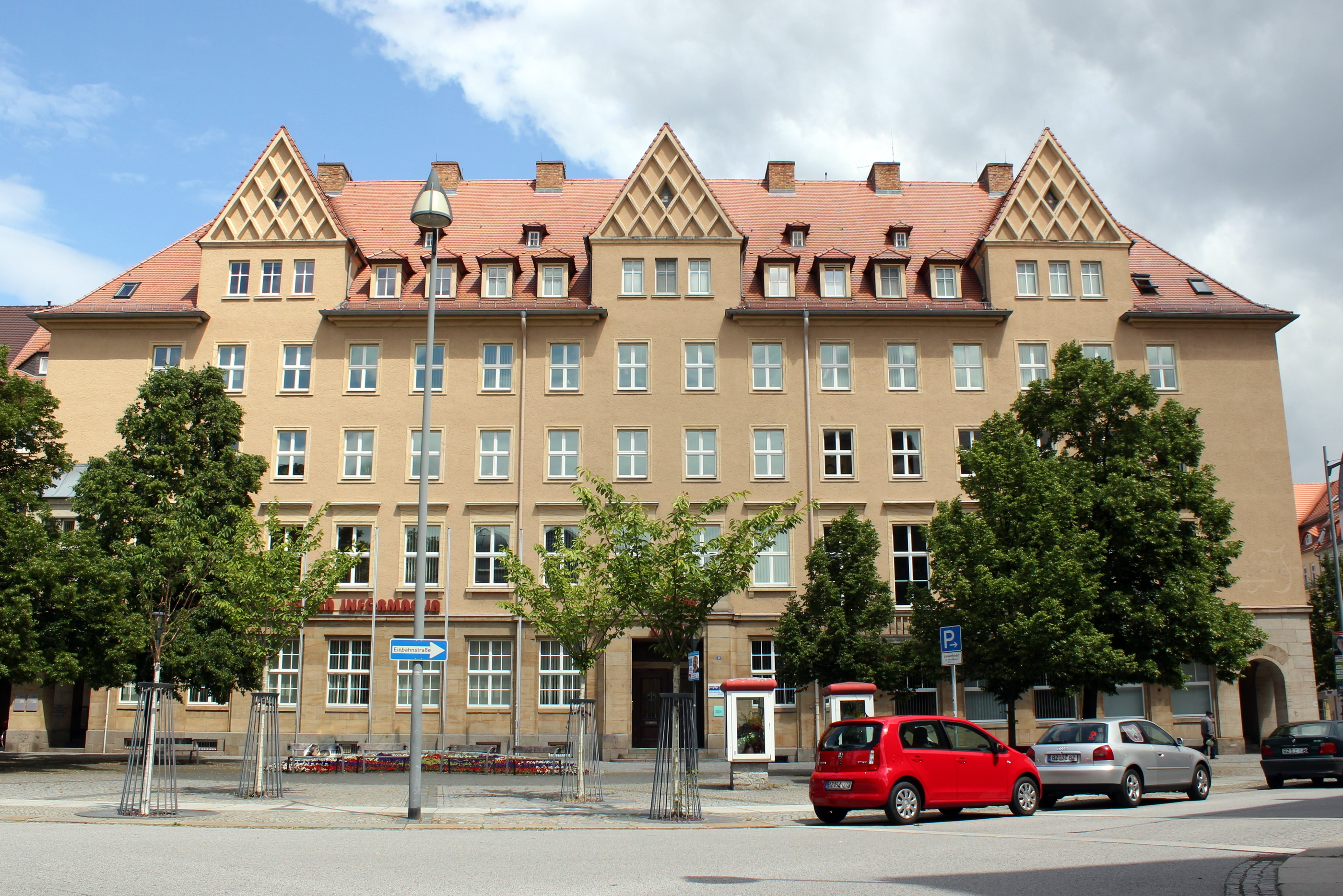
Das Haus der Sorben (Serbski dom) – Sitz der Domowina am Bautzener Postplatz

Ihren Hauptsitz hatte die Domowina zunächst im 1904 eröffneten Wendischen Haus (Serbski dom) am Bautzener Lauengraben, das in den letzten Kriegstagen 1945 ausbrannte. Seit der Fertigstellung des neuen „Hauses der Sorben“ am Postplatz im Jahre 1956 residiert sie dort.

### Geschäftsstellen
- Haus der Sorben Bautzen (Serbski dom Budyšin)
- Wendisches Haus Cottbus (Serbski dom Chóśebuz)

### Regionalbüros
- Regionalbüro Kamenz (Kamjenc) in Crostwitz (Chrósćicy)
- Regionalbüro Hoyerswerda (Wojerecy)
- Regionalbüro Bautzen (Budyšin)
- Regionalbüro Weißwasser/Niesky (Běła Woda/Niska) in Schleife (Slepo)

## Regionalverbände
- Domowina-Regionalverband „Jan Arnošt Smoler“ Bautzen mit Sitz in Bautzen:

am 24. Juli 1921 in Bautzen gegründet
- Domowina-Regionalverband „Michał Hórnik“ Kamenz mit Sitz in Crostwitz:

am 24. Juli 1921 gegründet
- Domowina-Regionalverband „Handrij Zejler“ Hoyerswerda mit Sitz in Hoyerswerda:

am 24. Juli 1921 in Hoyerswerda gegründet
- Domowina-Regionalverband Niederlausitz mit Sitz in Cottbus:

Vorgänger waren die früheren Gebiets- bzw. Kreisverbänden Cottbus (ab 1949/50), Guben/Forst (1954), Calau/Lübben (1955) und Spremberg (1956) und wurde am 31. Mai 1991 als heutige Regionalverband Niederlausitz e. V. gegründet.
- Domowina-Regionalverband „Jakub Lorenc-Zalěski“ mit Sitz in Schleife:

Der Domowina-Kreisverband Niesky wurde 1945 gegründet. 1957 erfolgte die Angleichung der Domowina-Struktur an die administrative Gliederung der DDR. Mit den neuen Bezirken entstanden die Domowina-Kreisverbände Weißwasser und Niesky. Die Wiedervereinigung erfolgte 1991.

## Mitgliedsvereinigungen
Dem Bund der Domowina gehören folgende Vereinigungen an:
- die Regionalvereinigungen (sorbisch als „župa“ bezeichnet) Bautzen, Kamenz, Hoyerswerda, Weißwasser/Niesky und der Regionalverband der Niederlausitz
- der Sorbische Schulverein e. V.
- der Bund sorbischer Studierender
- der Serbski Sokoł e. V. (Sorbischer Sportverein)
- der Sorbische Kulturtourismus e. V.
- die Maćica Serbska e. V. (sorbischer wissenschaftlicher Verein)
- der Bund sorbischer Gesangvereine e. V.
- der Sorbische Künstlerbund e. V.
- der Cyrill-Methodius-Verein e. V. (Verein katholischer Sorben)
- „Pawk“ z. t. (sorbischer Jugendverband)
- der Bund sorbischer Handwerker und Unternehmer e. V.
- der Förderkreis für sorbische Volkskultur e. V.
- die Gesellschaft zur Förderung eines Sorbischen Kultur- und Informationszentrums in Berlin SKI e. V.
- das Bildungsgut Schmochtitz Sankt Benno als Fördermitglied.

## Symbol

Das Symbol der Domowina

Der Bundesvorstand der Domowina hat sich in seiner Tagung am 25. August 1949 mit dem symbolischen Zeichen der Domowina befasst. Unter 20 eingereichten Vorschlägen fiel die Wahl einstimmig auf den Entwurf „Lipa“ (Linde) der sorbischen Malerin und Grafikerin Hanka Krawcec (Hannah Schneider; 1901–1990).
Das Symbol der Domowina zeigt auf rotem Untergrund drei silberne Lindenblätter, welche aus einem Baumstamm mit acht Wurzeln erwachsen. Ein abgebrochener, aber noch festverwurzelter Stamm treibt neue Blätter – ein Sinnbild für die durch den Nationalsozialismus stark geschwächte, aber wiedererstarkende sorbische Nationalität.

## Vereinszeitschrift
Die Vereinszeitschrift trägt den Namen Naša Domowina (Unsere Domowina). Sie wurde noch 1935 als selbstständige Beilage der Zeitung Serbske nowiny von Pawoł Nedo gegründet. Heute trägt sie den Namen Naša Domowina – Informacije třěšneho zwjazka * Informacije kšywowego zwězka * Informationen des Dachverbandes und wird von der Geschäftsstelle in Bautzen herausgegeben.

## Preise

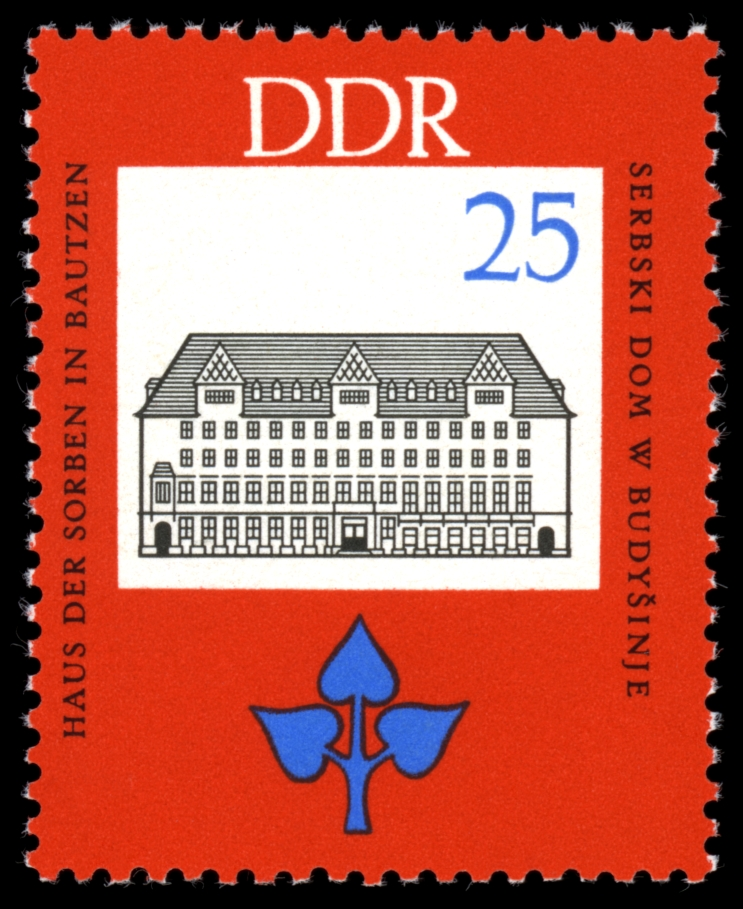
Zum 150. Geburtstag von Jan Arnošt Smoler: Das Haus der Sorben auf einer DDR-Briefmarke von 1966

Die Domowina verleiht seit 1990 verdienstvollen Persönlichkeiten den Domowina-Preis (Myto Domowiny), den Domowina-Nachwuchspreis (Myto Domowiny za dorost) sowie seit 1959 das Ehrenabzeichen (Čestne znamješko). Mit dem Preis der Domowina werden Persönlichkeiten geehrt, die sich zielstrebig und erfolgreich für die Entwicklung der sorbischen Kultur und Sprache einsetzen. Der Domowina-Nachwuchspreis wird an Jugendliche oder eine Jugendgruppe verliehen, die sich in besonderer Weise für sorbische Belange engagieren. Verdienste bei der Verwirklichung des Programms und der Richtlinien der Domowina werden mit dem Ehrenabzeichen der Domowina gewürdigt. Von 1961 bis 1989 wurden der Literaturpreis und der Kunstpreis der Domowina verliehen.